# دریا و ماهی پرنده
دریا و ماهی پرنده فیلمی به کارگردانی مهرداد غفارزاده، نویسندگی مهرداد غفارزاده و اکبر روح و تهیه‌کنندگی امیر پورکیان ساخته سال ۱۳۹۳ است. این فیلم توانست جایزه بهترین فیلم جشنواره موندنس آمریکا را از آن خود بکند. این فیلم همچنین برندهٔ جایزه منتقدان مسکو، بهترین فیلم هیئت داوران بیست‌ونهمین جشنواره بین‌المللی فیلم‌های کودکان و نوجوانان همدان و بهترین بازیگر نوجوان در جشنواره اسپانیا شد.
فیلم در بخش هنر و تجربه سی و سومین دوره جشنواره فیلم فجر به نماش درآمد.

## خلاصه داستان
نوجوانی ۱۷ ساله به نام احسان که نه توانایی تکلم و نه توانایی شنیدن دارد بدون ارتکاب جرم در مرکز بازپروری نوجوانان بزهکار در یک منطقه محروم به سر می‌برد. احسان چند بار تلاش به فرار از مرکز بازپروری می‌کند اما …

## بازیگران
نیوشا ضیغمی، 
همایون ارشادی، 
نادر فلاح، 
امیرحسین رستمی و  
محمد رحمانی